# Yukiko Ueno
Yukiko Ueno (上野 由岐子, Ueno Yukiko, Fukuoka, 22 de julho de 1982) é uma jogadora de softbol japonesa, que joga na posição de arremessadora (pitcher).

## Carreira
Ueno compôs o elenco da Seleção Japonesa de Softbol Feminino nos Jogos Olímpicos de Verão de 2004 em Atenas, ocasião em que conseguiu a medalha de bronze; anos depois, na edição de 2008 em Pequim e na edição de 2020 em Tóquio consagrou-se campeã com a conquista da medalha de ouro.